# Albert Pestour
Léon Albert Pestour (8 avril 1886 à Magnac-Bourg en Haute-Vienne - 28 décembre 1965 à Coulounieix-Chamiers en Dordogne) est un journaliste, écrivain et militant royaliste français.
Membre du félibrige, il est l'un des fondateurs de l'Eicola dau Barbichet en 1923.
Il fut l'un des collaborateurs de L'Action française de Charles Maurras.

## Publications
- Ode pour le retour du Roi, 1920.
- L'appel au Roi  (préf. Monseigneur le Comte de Paris) (poèmes civiques), Librairie d'Action Française, 1933.
- Lous rebats sus l'autura Paris, Lemouzi, 1926.
- Poèmes civiques La Rochelle, C. Millon, 1930.
- L'autura enviblada [« La colline enchantée »], Clermont-Ferrand, J. Vissouze, 1930
- Lous jocs daus dezei mais dau dezaire Chante-Merle, Les Cahiers du Limousin et du Périgord, 1934
- Êpitres  (ill. Mad. Brel), Les Amis de Chante-Merle, 1936prix Caroline-Jouffroy-Renault de l’Académie française en 1937
- Chante-Merle (poèmes), Les Amis de Chante-Merle, 1938.
- L'aube sur les ruines, Les Amis de Chante-Merle, 1941.
- La flamme qui vole, Les Amis de Chante-Merle, 1942.
- Le livre de Claribèle  (frontispice de G. Maret), Les Amis de Chante-Merle, 1944.
- Gane  (bois gravés de Henri Martin), Les Amis de Chante-Merle, 1948.